# Garrett (Thief)
Garrett je herní postava a protagonista herní série Thief. Postava se objevila poprvé ve hře Thief: The Dark Project, v roce 1998. Vyskytuje se v každé hře až do poslední – Thief z roku 2014. Thief je zloděj spolupracující se skupinou známou jako „Keepers“. Žije v 19. století v Londýně.

## Kritika
Postava byla celkově přijata velmi kladně.[zdroj⁠?!]